# Rainer Nachtigall
Rainer Lutz Nachtigall (Hoyerswerda, 27 aprile 1941) è un ex calciatore tedesco orientale dal 1990 tedesco, di ruolo attaccante.